# Villa de Guadalupe
Villa de Guadalupe è una municipalità dello stato di San Luis Potosí, nel Messico centrale, il cui capoluogo è la omonima località.
Conta 9.779 abitanti (2010) e ha una estensione di 1.913,25 km².